# Hyptis salvioides
Hyptis salvioides là một loài thực vật có hoa trong họ Hoa môi. Loài này được (Zahlbr.) ined. mô tả khoa học đầu tiên.